# بير محمد بن جهانكير
پير محمد بن جهانكير (ج. 1374م – 22 فبراير 1407م) كان أمير تيموري وخلف لفترة وجيزة، مَلَكَ الدولة التيمورية بعد وفاة جده تيمورلنك. وكان ابن جهانجير ميرزا الذي كان الخلف الفعلي للعرش لكنه توفي قبل والده. وكان يليه بالترتيب عمر شيخ ميرزا بن تيمورلنك لكنه مات أيضا. شعر تيمورلنك أن أياً من أبنائه لم يكن قادراً على الحكم، لذلك جعل پير محمد خليفة له، وترك ابنه شاه رخ ميرزا الذين اعتبره تيمورلنك أكثر وداعة للحكم وابنه الآهر ميران شاه الذي عانى من صعوبات ذهنية بعد صدمة بالرأس.
كان پير محمد حاكما لقندهار منذ 1392م. امتدت أراضيه من غرب جبال الهندوكوش إلى نهر السند. في خريف عام 1397م قاد الموجة الأولى من التتار التيموريين إلى الهند، وحكم مولتان. لسوء حظ بير محمد، لم يدعمه أحد من أقاربه بعد وفاة تيمورلنك. ولم  يستطع الوصول للحكم في العاصمة سمرقند. ذهب إلى القتال مرتين ضد خليل سلطان ابن عمه والمدعي الآخر للعرش، لكنه هزم. سُمح له بالبقاء في أراضيه، ومع ذلك، بعد ستة أشهر اغتيل من قبل وزيره بير علي تاز في 1407م.